# NGC 4681

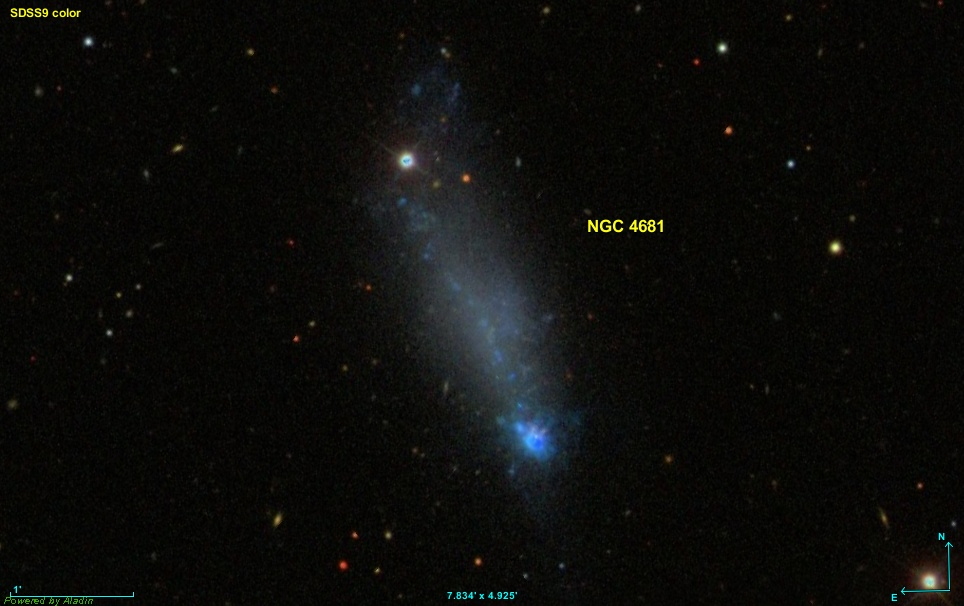

NGC 4681 is een spiraalvormig sterrenstelsel in het sterrenbeeld Centaur. Het hemelobject werd op 15 maart 1836 ontdekt door de Britse astronoom John Herschel.

## Synoniemen
- ESO 268-40
- MCG -7-26-46
- DCL 207
- IRAS 12446-4303
- PGC 43166